# Chevauchée
A chevauchée (francia jelentése lovaglás) középkori harcmodor volt, amelyet az angolok alkalmaztak a százéves háborúban és a skótokkal folytatott összecsapásokban. A chevauchée modern megfelelője a totális háború.
A chevauchée egyfajta portya, fosztogatóakció, rablóhadjárat volt, amelynek során a katonák mindent elpusztítottak, ami az útjukba került. A városokat, majorságokat, gyümölcsösöket, terményeket felgyújtották, a mozdítható javakat elrabolták, a szegényeket, ellenállókat legyilkolták, a gazdagabbakat a későbbi váltságdíj reményében foglyul ejtették. A százéves háború során az angolok hatalmas francia területeket pusztítottak el, amelynek fő célja az ellenség demoralizálása, a gazdaság tönkretétele, az adóbevételek elapasztása volt.
Az európai kontinensen III. Eduárd angol király alkalmazta előszeretettel. 1339-es első portyája sokkolóan brutális volt a franciák számára, akik akkor szembesültek először ezzel a harcmodorral. Eduárd állandó pénzszűkében volt, ezért nyúlt ehhez az eszközhöz. Ezeket az akciókat ugyanis sokkal olcsóbb volt megszervezni, mint a várak, fallal körbevett városok ostromát, és jelentős bevételt hoztak, miközben az ellenségnek súlyos károkat okoztak. Ráadásul jóval kisebb kockázatuk volt, mint a nyílt csatáknak.
A chevauchée-k történetéből kiemelkedik III. Eduárd 1346-os hadjárata, amelynek során az angol uralkodó 1346. július 26. és 1347. augusztus 3. között mások mellett bevette Caent és Calais-t, eljutott egészen Párizsig, valamint nyílt ütközetben súlyos vereséget mért VI. Fülöp francia király seregére a crécyi csatában.